# Paloma Reyes de Sá
Paloma Reyes de Sá (Río de Janeiro, 6 de julio de 1977) es una directora, clown, actriz, escritora, ilustradora y docente peruano-brasilera. Dirige junto a César García la escuela de artes escénicas GESTUS en Lima, Perú y es autora del libro y juego de cartas Tarot Clown.

## Carrera artística
Egresada de la Escuela de Teatro “Casa das Artes de Laranjeiras” (Río de Janeiro). Su formación incluye clown, música, danza, bufón, teatro, cuenta-cuentos, Impro y PNL. Es clown comunitario desde 2003. Fundadora de GESTUS Humor y Artes Escénicas. Dirigió varios espectáculos de creación colectiva como Los Fabulatas, El Primer Caso de Black & Jack, Mi Querida Neurosis, Se Busca Marido Cama Adentro, Esto es Magia, Armando Equipaje 1 y 2, La Peña del Payaso, Mi Nombre es 23, Casi Don Quijote, Llámame Mamá, Tarascones y nueve versiones de la obra clown Muéstrate entre otros espectáculos de teatro presentados en Brasil, Colombia, México y Portugal.
Directora teatral especializada en clown, parodia, creaciones colectivas y humor. Fundadora de la escuela y compañía teatral GESTUS. Es formada en Hipnoterapia Ericksoniana y Programación Neurolinguistica.

## Trabajo comunitario
Viene desarrollando proyectos relacionados con más artes escénicas desde 1991 además de dirigir la Asociación PayAcción de clown comunitarios, habiendo intervenido con adultos, adolescentes y niños en riesgo social y hospitales como payasa desde 2003. Inicia sus actividades como clown de hospital en el 2003 en la Asociación Bolaroja visitando a pacientes internos en el Centro de Salud del Niño y diferentes clínicas y hospitales.
En el 2010 funda la Asociación PayAcción (donde es directora artística hasta la actualidad) con la finalidad de trabajar de forma voluntaria con intervenciones artísticas de payasos y músicos en comunidades de Lima y provincias y así aportar de forma positiva con la salud y el desarrollo de grupos humanos de escasos recursos económicos. Con la Asociación crea el proyecto como el "Proyecto Satipo" de soporte a la integración de la ONG Dentistas Sobre Ruedas de España con las comunidades Ashaninkas de la selva central para el bienestar y salud bucal además de dirigir las intervenciones en albergues oncológicos, en espacios comunitarios en Alto Perú, Ventanilla, Puente Piedra, Cercado de Lima, Barranco, Magdalena del Mar, Pamplona Alta entre otros. 

## El Tarot Clown
Es autora e ilustradora del libro didáctico y oráculo lúdico “Tarot Clown”, donde comparte 60 conceptos usados en el mundo de los payasos dentro de la formación artística de ese lenguaje. A su vez propone dinámicas adaptadas para el uso de las cartas, útiles para la formación escénica, la creatividad, team building, el trabajo en equipo, la desinhibición, etc.

## Como terapeuta
Se inició en el mundo de las terapias en el año 2010. Es Hipnoterapeuta Ericksoniana, con estudios en Programación Neurolinguistica (PNL), terapias energéticas como Reiki, alineamiento de chakras, Sanación Akáshica y Access Bars.

## Obras

### Como directora
- Delirio, una comedia psicoactiva (2024)
- Tarascones (Teatro La Plaza, 2022)
- Submarinos (2020)

- Llámame Mamá (2020 - 2023)

- La Historia de la Humanidad (2019)
- Influencias (2019)
- 7 Pecados (2018)
- El primer caso de Black & Jack (Nuevo Teatro Julieta, 2017, 2019)
- Mi Pequeño Amor (2017)
- Casi Don Quijote (2016, 2017, 2018, 2023)
- Armando Equipaje 2 (2016, 2017)
- Mi nombre es 23 (2015, 2016, 2017, 2018)
- Los Fabulatas en Navilandia (2014)
- Los Fabulatas 2 y La Máquina Legendaria (2014, 2018, 2019)
- Los Fabulatas (2013, 2014)
- Mi querida neurosis (2008, 2009, 2013, 2015, 2018)
- Esto es Magia (2011, 2012)
- La peña del payaso (2011)
- Muéstrate - Varieté clown (2010 - 2019)
- Armando Equipaje (2009)
- Yo también odio a Carlos Galdós (2009)
- Se busca marido cama adentro (2009)

### Como actriz y payasa
- Openjaus (2014. Lima) Dirigida por Paloma Reyes de Sá
- La diversión desconocida (2010. Lima) Dirección y creación colectiva
- Impro Valetodo (2010. Lima) Dirigida por Christian Ysla
- Al mínimo, clásicos en 1m2 (2010. Lima) Dirigida por Christian Ysla
- Armando equipaje: unipersonal de clown (2009. Lima) Dirigida por Paloma Reyes de Sá
- Las Marías (2008. Lima) Dirigida por Wendy Ramos
- María Bola: Narices y Calzones (2006/2007. Lima) Dirigida por Wendy Ramos
- La tierra es redonda (2005. Lima) Dirigida por Wendy Ramos
- Alice através do espelho (2000, 2002. Río De Janeiro, São Paulo) Dirigida por Paulo de Moraes
- Marat/Sade (1999. Río De Janeiro) Dirigida por Paulo de Moraes
- Charenton (1999. Río De Janeiro) Dirigida por Paulo de Moraes
- O alienista (1997. Río De Janeiro) Dirigida por Gustavo Gasparani
- Gota d.água (1995. Río De Janeiro) Dirigida por Gustavo Gasparani
- Hair (1993. Río De Janeiro) Dirigida por Gustavo Gasparani
- Aurora da minha vida (1991, 1992. Río De Janeiro) Dirigida por Gustavo Gasparani